# La Mémoire et la Mer
Pour l’article homonyme, voir La Mémoire et la mer (maison d'édition).
Pistes de Amour Anarchie
La « The Nana » Rotterdam
La Mémoire et la Mer est une chanson emblématique de Léo Ferré présente dans l'album Amour Anarchie sorti en 1970, tirée d'un poème lyrique éponyme écrit dans les années 1960.

Elle est considérée comme une des chansons les plus mystérieuses et fascinantes du répertoire de Léo Ferré par un grand nombre de ses admirateurs dont le chanteur français Hubert-Felix Thiéfaine qui déclarera au cours d'une interview donnée pour l'écriture de l'ouvrage collectif Ferré… vos papiers ! : 

« La mémoire et la mer pour moi c’est unique, c’est une révolution dans la chanson [...] c’est l’application directe de la poésie surréaliste [...] dans ses meilleurs côtés, quand elle est retravaillée, quand elle est onirique. »

Il est à noter que, dans l'édition de 2003 d'Amour Anarchie (coffret Léo chante Ferré), le mot mer a perdu sa majuscule initiale. La chanson est ainsi écrite La mémoire et la mer sur toutes les plateformes de musique en ligne, dans les livres ou sur les livrets des compilations cd.

## Genèse
Léo Ferré commence l'écriture de La Mémoire et la Mer tout au début des années 1960. D'abord pensé comme le premier chant d'un cycle intitulé Les Chants de la fureur,, sa première incarnation en chanson porte le titre Ma Bretagne à moi avant d'être publiée sur le premier volume de l'album Amour Anarchie sous le titre La Mémoire et la Mer.
Le texte subit de nombreuses modifications que l'on peut découvrir dans l'anthologie Les Chants de la fureur, publiée par les maisons d'éditions La Mémoire et la Mer et Gallimard en 2016, à l'occasion des vingt ans de la mort de Léo Ferré.
Le poème originel (appelé version longue dans l'anthologie) comporte cinquante-cinq strophes de huit octosyllabes soit quatre cent quarante vers alors que la chanson n'en comporte que dix. Avec les strophes non utilisées, Léo Ferré compose dans les années 1970 six autres chansons : Des mots, intégrée à l'album Il est six heures ici et midi à New York (assemblée en 1979), Géométriquement tien (assemblée en 1976), La Mer noire et FLB (assemblées et réécrites en 1980), toutes trois proposées sur l'album La violence et l'ennui (1980). La Marge et Christie (assemblées et réécrites en 1981) font quant à elles partie du triple-album Ludwig - L'Imaginaire - Le Bateau ivre (1982). Dans l'anthologie Les Chants de la fureur, on trouve également le poème Guesclin qui précède la version longue de La Mémoire et la Mer. Il est le premier jet du texte et a été publié en 1962 par Pierre Seghers dans le Poètes d'aujourd'hui consacré à Ferré.
Dans la présentation qu'il fait de cette chanson, lors des concerts du 21 et 22 novembre 1990 donnés au Théâtre Libertaire de Paris (actuel Théâtre Déjazet), Léo Ferré explique qu'après avoir acquis le Fort du Guesclin, îlot situé entre Cancale et Saint-Malo, il a écrit une chanson dont la notoriété lui échappe. Il considère que celle-ci n'est compréhensible que par les gens qui ont connu sa vie à cette époque-là.

## Interprétation
Le poème lyrique Les chants de la fureur est inspiré de l'amour-passion que Léo Ferré nourrit pour la Bretagne.
Bernard Lavilliers, autre grand interprète de Léo Ferré, introduira sa propre reprise de La Mémoire et la mer, captée en vidéo à Lyon en 2006 et publiée en DVD sous le titre Lavilliers chante Ferré, par ces mots : « Je vais vous chanter la chanson la plus mystérieuse de Léo. Y'a des clés. J'en connais quelques-unes. Je n'ai pas le droit de vous les donner. » 
Ce texte de Léo Ferré est ainsi considéré comme l'un de ses plus difficiles à comprendre, les plus hermétiques, tant celui-ci fait appel à des images complexes et à des éléments personnels de la vie de l'artiste. Ferré y fait preuve d'un sens du lyrisme hors du commun et du point de vue de la versification, d'une grande rigueur. Ferré se sert de l'univers maritime pour établir, tout au long de la chanson, des parallèles entre la vie portuaire et insulaire et ses propres souvenirs. Lesquels nous apparaissent comme des réminiscences chimériques de son existence. La mer est omniprésente dans le texte, comme une déchirure, comme pour rappeler ces marins fatigués, aux mains et aux lèvres gercées, pour autant apaisés.

## Reprises et spectacles
Cette chanson occupe la septième place d'un palmarès de chansons établi en 2012 par 276 artistes de « la variété francophone » et 69 spécialistes.
Elle a été interprétée, entre autres, par Catherine Ribeiro, Renée Claude, Philippe Léotard, Ann Gaytan,Christiane Courvoisier, Ian Dayeur, Bernard Lavilliers, Michel Jonasz, Camélia Jordana.
Tony Hymas l'a interprété en piano seul dans son album Mémoires de mer en 2014 et dans Tony Hymas joue Léo Ferré paru en 2016. 
Le pianiste de jazz Brad Mehldau l'a également reprise piano « solo » sur son album 10 Years solo live (2015).
Un spectacle poétique et musical, hommage vibrant à Léo Ferré, pour un comédien et six musiciens, intitulé « la Mémoire et La Mer » a été créé par Richard Martin en 2018. Les orchestrations sont signées Vincent Beer Demander.
Elle est aussi reprise en 2017 par Clarisse Lavanant et Renan Luce dans l'album « Breizh eo ma bro ».

## Enregistrement

### Production
- Arrangement & direction artistique : Jean-Michel Defaye
- Coordination musicale : Pierre Chaillé
- Prise de son : Gerhard Lehner (sans mention de crédit sur la pochette du disque)

### Musiciens
Seules les pistes 1 et 5 du disque Amour Anarchie sont créditées au groupe Zoo. Pour la La Mémoire et la mer, les musiciens accompagnateurs sont à ce jour inconnus.